# Nederlandse kampioenschappen schaatsen afstanden 2003
De Nederlandse kampioenschappen afstanden 2003 werden van 1 tot 3 november 2002 gehouden in Utrecht op de schaatsbaan De Vechtsebanen.

## Programma
| Programma                | |
| Datum                    | Onderdeel |
| vrijdag 1 november 2002  | 500 meter vrouwen 1e run 500 meter mannen 1e run 5000 meter mannen 500 meter vrouwen 2e run 500 meter mannen 2e run |
| zaterdag 2 november 2002 | 1000 meter vrouwen 1000 meter mannen 3000 meter vrouwen                                                             |
| zondag 3 november 2002   | 1500 meter vrouwen 1500 meter mannen 5000 meter vrouwen 10.000 meter mannen                                         |

## Titelverdedigers
Erben Wennemars was op dit NK zeer goed in vorm, hij loste op de 500 en 1000 meter Jan Bos weer af als kampioen en pakte ook de titel op de 1500 meter, waar hij titelverdediger Martin Hersman op de tweede plek zette. Gianni Romme prolongeerde zijn titel op de 5000 meter en oud-Elfstedentochtwinnaar Henk Angenent pakte de titel op de 10.000 meter af van Casper Helling.
Bij de vrouwen pakte Marianne Timmer na een 5-jarige overmacht van Andrea Nuyt haar eerste titel op de 500 meter. Op de 1000 meter wist Timmer haar titel te prolongeren. Doordat Tonny de Jong gestopt is met schaatsen kon ze haar titel niet verdedigen op de 1500, 3000 en 5000 meter. Op de 1500 meter pakte Renate Groenewold de titel, Barbara de Loor pakte haar eerste titel op de 3000 meter en marathonschaatsster Jenita Hulzebosch-Smit pakte de titel op de 5000 meter.

## Mannen

### 500 meter
| #      | Schaatser           | 1e 500m | 2e 500m  | Totaal |
| ------ | ------------------- | ------- | -------- | ------ |
| Goud   | Erben Wennemars     | 35,87   | 35,49 BR | 71,340 |
| Zilver | Gerard van Velde    | 36,24   | 35,71    | 71,950 |
| Brons  | Jan Bos             | 36,75   | 36,19    | 72,940 |
| 4      | Bas Brusche         | 36,45   | 36,62    | 73,070 |
| 5      | Alexander Oltrop    | 36,81   | 36,75    | 73,560 |
| 6      | Beorn Nijenhuis     | 37,04   | 36,65    | 73,690 |
| 7      | Jakko Jan Leeuwangh | 36,92   | 36,80    | 73,720 |
| 8      | Stefan Groothuis    | 37,01   | 36,98    | 73,990 |
| 9      | Jacques de Koning   | 37,34   | 37,19    | 74,530 |
| 10     | Dennis Kalker       | 37,20   | 37,64    | 74,830 |

### 1000 meter
| #      | Schaatser           | Tijd       |
| ------ | ------------------- | ---------- |
| Goud   | Erben Wennemars     | 1.10,87 BR |
| Zilver | Gerard van Velde    | 1.11,74    |
| Brons  | Jan Bos             | 1.12,21    |
| 4      | Stefan Groothuis    | 1.12,85    |
| 5      | Martin Hersman      | 1.12,97    |
| 6      | Alexander Oltrop    | 1.13,16    |
| 7      | Jakko Jan Leeuwangh | 1.13,17    |
| 8      | Yuri Solinger       | 1.13,63    |
| 9      | Simon Kuipers       | 1.13,79    |
| 10     | Beorn Nijenhuis     | 1.14,11    |

### 1500 meter
| #      | Schaatser           | Tijd       |
| ------ | ------------------- | ---------- |
| Goud   | Erben Wennemars     | 1.52,13 BR |
| Zilver | Martin Hersman      | 1.53,60    |
| Brons  | Mark Tuitert        | 1.54,03    |
| 4      | Gianni Romme        | 1.54,99    |
| 5      | Ids Postma          | 1.55,53    |
| 6      | Jakko Jan Leeuwangh | 1.55,62    |
| 7      | Jochem Uytdehaage   | 1.55,68    |
| 8      | Gerard van Velde    | 1.56,49    |
| 9      | Simon Kuipers       | 1.56,83    |
| 10     | Bob de Jong         | 1.57,14    |

### 5000 meter
| #      | Schaatser         | Tijd       |
| ------ | ----------------- | ---------- |
| Goud   | Gianni Romme      | 6.45,02 BR |
| Zilver | Carl Verheijen    | 6.46,99    |
| Brons  | Ids Postma        | 6.47,20    |
| 4      | Jochem Uytdehaage | 6.48,05    |
| 5      | Bob de Jong       | 6.48,14    |
| 6      | Rintje Ritsma     | 6.48,18    |
| 7      | Henk Angenent     | 6.50,08    |
| 8      | Martin Hersman    | 6.50,53    |
| 9      | Tom Prinsen       | 6.51,41    |
| 10     | Mark Tuitert      | 6.52,04    |

### 10.000 meter
| #      | Schaatser      | Tijd        |
| ------ | -------------- | ----------- |
| Goud   | Henk Angenent  | 14.01,21 BR |
| Zilver | Bob de Jong    | 14.03,07    |
| Brons  | Carl Verheijen | 14.08,13    |
| 4      | Brigt Rykkje   | 14.17,77    |
| 5      | Gianni Romme   | 14.18,24    |
| 6      | Rutger Elsinga | 14.20,15    |
| 7      | Tom Prinsen    | 14.32,68 PR |
| 8      | Yuri Solinger  | 14.43,35    |

## Vrouwen

### 500 meter
| #      | Schaatsster         | 1e 500m | 2e 500m | Totaal |
| ------ | ------------------- | ------- | ------- | ------ |
| Goud   | Marianne Timmer     | 39,88   | 39,57   | 79,450 |
| Zilver | Andrea Nuyt         | 40,12   | 40,08   | 80,200 |
| Brons  | Yvonne Leever       | 40,21   | 40,13   | 80,340 |
| 4      | Tijn Ponjee         | 40,28   | 40,14   | 80,420 |
| 5      | Frouke Oonk         | 40,36   | 40,60   | 80,960 |
| 6      | Marieke Wijsman     | 41,09   | 40,79   | 81,880 |
| 7      | Dianne Kootstra     | 41,41   | 41,35   | 82,760 |
| 8      | Arina Schingenga    | 41,76   | 41,47   | 83,230 |
| 9      | Willeke van Benthem | 41,64   | 42,07   | 83,710 |
| 10     | Cindy Groen         | 42,29   | 42,00   | 84,290 |

### 1000 meter
| #      | Schaatsster       | Tijd    |
| ------ | ----------------- | ------- |
| Goud   | Marianne Timmer   | 1.19,95 |
| Zilver | Renate Groenewold | 1.20,59 |
| Brons  | Annamarie Thomas  | 1.21,04 |
| 4      | Marieke Wijsman   | 1.21,93 |
| 5      | Tijn Ponjee       | 1.22,01 |
| 6      | Andrea Nuyt       | 1.22,46 |
| 7      | Wieteke Cramer    | 1.22,82 |
| 8      | Sandra 't Hart    | 1.22,84 |
| 9      | Yvonne Leever     | 1.23,59 |
| 10     | Mariska Huisman   | 1.23,94 |

### 1500 meter
| #      | Schaatsster       | Tijd    |
| ------ | ----------------- | ------- |
| Goud   | Renate Groenewold | 2.07,36 |
| Zilver | Annamarie Thomas  | 2.08,33 |
| Brons  | Barbara de Loor   | 2.08,63 |
| 4      | Marja Vis         | 2.09,87 |
| 5      | Elma de Vries     | 2.10,74 |
| 6      | Helen van Goozen  | 2.10,79 |
| 7      | Sandra 't Hart    | 2.11,32 |
| 8      | Wieteke Cramer    | 2.11,41 |
| 9      | Moniek Kleinsman  | 2.11,48 |
| 10     | Martine Oosting   | 2.12,04 |

### 3000 meter
| #      | Schaatsster            | Tijd       |
| ------ | ---------------------- | ---------- |
| Goud   | Barbara de Loor        | 4.16,91 BR |
| Zilver | Jenita Hulzebosch-Smit | 4.17,85    |
| Brons  | Renate Groenewold      | 4.18,32    |
| 4      | Elma de Vries          | 4.21,82    |
| 5      | Helen van Goozen       | 4.22,04    |
| 6      | Annamarie Thomas       | 4.23,58    |
| 7      | Marja Vis              | 4.24,29    |
| 8      | Moniek Kleinsman       | 4.24,65    |
| 9      | Sandra 't Hart         | 4.26,09    |
| 10     | Martine Oosting        | 4.27,69    |

### 5000 meter
| #      | Schaatsster            | Tijd       |
| ------ | ---------------------- | ---------- |
| Goud   | Jenita Hulzebosch-Smit | 7.34,72 BR |
| Zilver | Barbara de Loor        | 7.42,90    |
| Brons  | Helen van Goozen       | 7.47,48    |
| 4      | Moniek Kleinsman       | 7.53,32    |
| 5      | Marja Vis              | 7.57,37    |
| 6      | Elma de Vries          | 8.03,03    |

## Medaillespiegel

### Mannen
| Rang   | Naam             | Goud | Zilver | Brons | Totaal |
| 1      | Erben Wennemars  | 3    | 0      | 0     | 3      |
| 2      | Gianni Romme     | 1    | 0      | 0     | 1      |
| 2      | Henk Angenent    | 1    | 0      | 0     | 1      |
| 4      | Gerard van Velde | 0    | 2      | 0     | 2      |
| 5      | Carl Verheijen   | 0    | 1      | 1     | 2      |
| 6      | Martin Hersman   | 0    | 1      | 0     | 1      |
| 7      | Bob de Jong      | 0    | 1      | 0     | 1      |
| 8      | Jan Bos          | 0    | 0      | 2     | 2      |
| 9      | Mark Tuitert     | 0    | 0      | 1     | 1      |
| 9      | Ids Postma       | 0    | 0      | 1     | 1      |
| Totaal | Totaal           | 5    | 5      | 5     | 15     |

### Vrouwen
| Rang   | Naam                   | Goud | Zilver | Brons | Totaal |
| 1      | Marianne Timmer        | 2    | 0      | 0     | 2      |
| 2      | Renate Groenewold      | 1    | 1      | 1     | 3      |
| 2      | Barbara de Loor        | 1    | 1      | 1     | 3      |
| 4      | Jenita Hulzebosch-Smit | 1    | 1      | 0     | 2      |
| 5      | Annamarie Thomas       | 0    | 1      | 1     | 2      |
| 6      | Andrea Nuyt            | 0    | 1      | 0     | 1      |
| 7      | Helen van Goozen       | 0    | 0      | 1     | 1      |
| 7      | Yvonne Leever          | 0    | 0      | 1     | 1      |
| Totaal | Totaal                 | 5    | 5      | 5     | 15     |